# Saves the Day
Saves The Day é uma banda de indie rock dos Estados Unidos surgida em 1998. Lançou seu primeiro álbum Can't Slow Down, seguindo em 1999 de Through Being Cool, que logo se destacou entre certas bandas da mesma época.

## Integrantes
- Chris Conley - vocal e guitarra
- Arun Bali - guitarra
- Rodrigo Palma - baixo
- Claudio Rivera - bateria

## Discografia

### Álbuns
- Can't Slow Down (11 de agosto de 1998)
- Through Being Cool (2 de novembro de 1999)
- Stay What You Are (10 de julho de 2001)
- In Reverie (16 de setembro de 2003)
- Ups & Downs: Early Recordings And B-Sides (24 de agosto de 2004)
- Sound The Alarm (11 de abril de 2006)
- Under The Boards(2007)
- Daybreak (álbum) (2011)
- Grapefruit (álbum) (2013)